# گای ایپوآ
گای ایپوآ (انگلیسی: Guy Ipoua؛ زادهٔ ۱۴ ژانویهٔ ۱۹۷۶) بازیکن فوتبال اهل کامرون است که در پست مهاجم بازی می‌کند.